# Catasetum bicallosum
Catasetum bicallosum är en orkidéart som beskrevs av Célestin Alfred Cogniaux. Catasetum bicallosum ingår i släktet Catasetum och familjen orkidéer. Inga underarter finns listade i Catalogue of Life.